# Dialekte und Sprachen in Nordrhein-Westfalen
Die Dialekte und Sprachen in Nordrhein-Westfalen zeigen eine mit der kulturräumlichen Inhomogenität des Landes Nordrhein-Westfalen einhergehende große Varietät. Die heute im Land vorherrschende Umgangs- und Amtssprache ist Deutsch; die niederdeutsche Sprache in Westfalen und das am Niederrhein gesprochene Kleverländische wurden weitgehend verdrängt. Historisch bedingt finden sich im rheinischen Landesteil überwiegend Dialekte des Mitteldeutschen und Niederfränkischen, während in Westfalen-Lippe, mit der Ausnahme des Siegerländer Platt und des Wittgensteiner Platts westfälische Dialekte gesprochen wurden. Heute sind die ehemaligen Dialekte größtenteils durch auf niederdeutscher oder mittelfränkischer Grundlage gebildeten Regiolekte und Metrolekte abgelöst worden, siehe Ruhrdeutsch, Rheinischer Regiolekt oder Familienkölsch.

## Überblick
Das Gebiet des heutigen Nordrhein-Westfalens bildete nie einen einheitlichen und geschlossenen Kultur- oder Sprachraum und bildet überhaupt erst seit 1946 eine staatliche Einheit – vergleiche Geschichte Nordrhein-Westfalens. Eine Folge davon sind teils deutliche Unterschiede in der Entwicklung der Sprache und der Dialekte im heutigen Nordrhein-Westfalen.
Am auffälligsten ist in dieser Hinsicht die Trennung des Landes in nieder- und mittelfränkische Mundarten im Rheinland, aber auch im Siegerland und im Wittgensteiner Land, die im unterschiedlichen Maße die zweite Lautverschiebung durchgemacht haben und in niederdeutsch-westfälische Mundarten in Westfalen-Lippe. Die Dialekträume waren bzw. sind dabei in Nordrhein-Westfalen meist als Dialektkontinuum ohne trennscharfe Grenzen ausgebildet. Als Grenze zwischen den westfälisch-niederdeutschen und den niederrheinischen sowie mitteldeutschen Dialekten wird im Allgemeinen die Rhein-IJssel-Linie (auch westfälische oder Einheitsplurallinie genannt) herangezogen. Der Westteil des heutigen Landes Nordrhein-Westfalen (grob der rheinische Landesteil, davon insbesondere der südliche Teil, sowie Wittgenstein und das Siegerland) wurde mit der Lautverschiebung frühzeitig Teil des mitteldeutschen Sprachraumes, während der Ostteil (grob der Landesteil Westfalen und Lippe zuzüglich einiger niederrheinischer Gebiete und abzüglich des Wittgensteiner Landes und des Siegerlandes) zunächst weiterhin Teil des niederdeutschen Sprachraumes blieb.

### Entwicklung in Westfalen

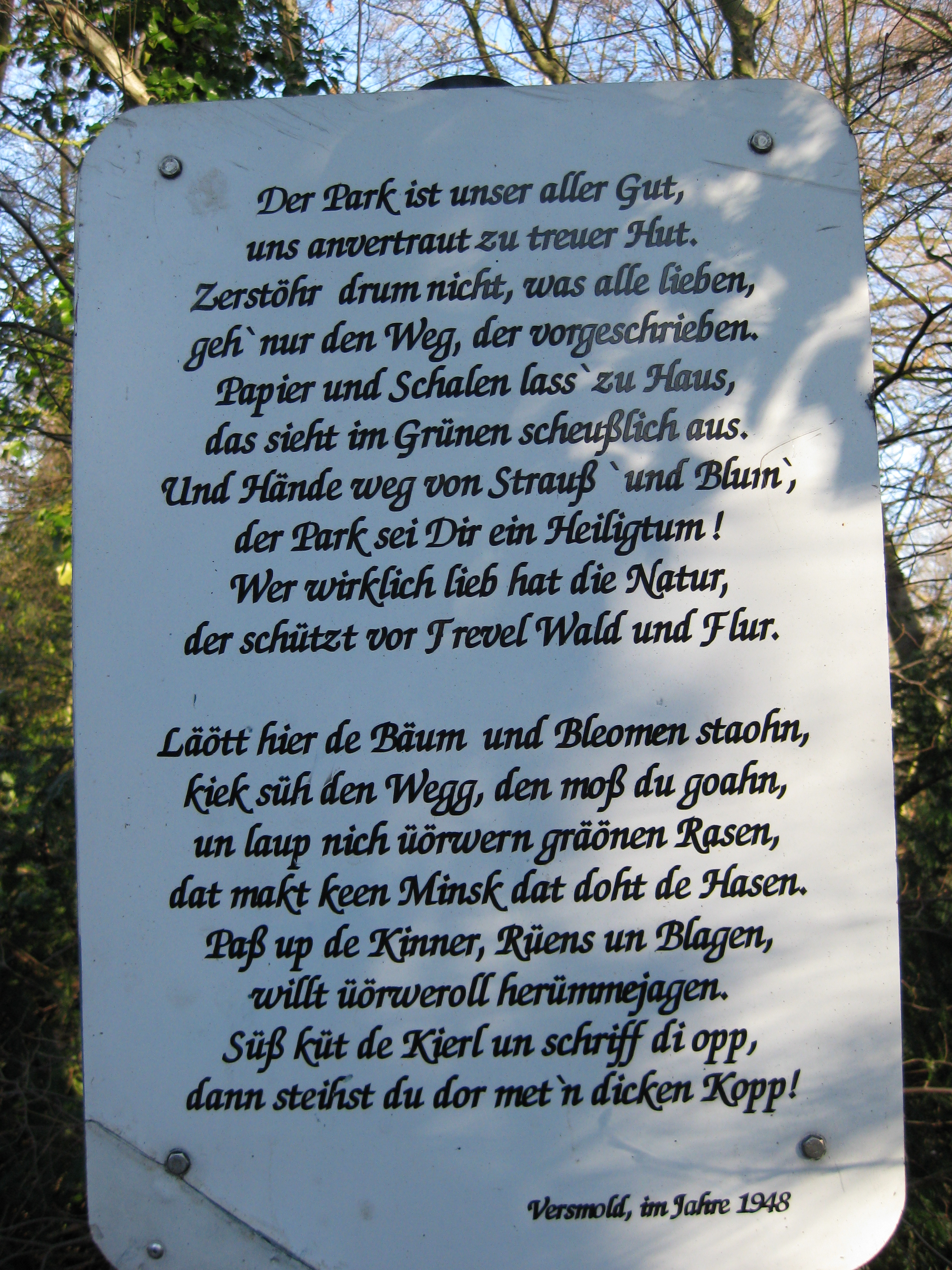
Tafel mit deutscher Inschrift und (freier) niederdeutscher Übersetzung im westfälischen Versmold

Das historisch im gesamten norddeutschen Raum gesprochene Niederdeutsch wird von vielen Sprachwissenschaftlern als eigenständige Sprache charakterisiert, die sich wiederum in verschiedene Dialekte aufteilt. Niederdeutsch ist heute nach der Europäischen Charta der Regional- oder Minderheitensprachen auch von der Landesregierung als zu schützende Sprache anerkannt. In Grammatik und Wortschatz weicht Niederdeutsch deutlich vom Hochdeutschen ab.
Niederdeutsch wurde in Nordrhein-Westfalen wie fast überall in Norddeutschland in einem langen Prozess durch einen gravierenden Sprachwandel nach der Reformation weitgehend durch das Hochdeutsche verdrängt. Niederdeutsche Muttersprachler sind kaum noch zu finden. Die meisten Westfalen und Lipper sind mittlerweile des Niederdeutschen auch als Zweitsprache nicht mehr mächtig. Als Schriftsprache ist westfälisches Niederdeutsch kaum zu finden. In Westfalen wie im gesamten niederdeutschen Sprachraum haben sich die Niederdeutschsprecher beim Übergang zum Hochdeutschen vor allem an der Schriftsprache des Hochdeutschen (vgl. Standarddeutsch) orientiert. Begrenzt zeigt sich aber noch der nachwirkende Einfluss des Niederdeutschen (Niederdeutsches Substrat). Die Bevölkerung Westfalen-Lippes lässt manchmal niederdeutsche Lehnwörter, Teilaspekte der niederdeutschen Grammatik und Anklänge an die niederdeutsche Aussprache in die hochdeutsche Alltagssprache einfließen. Eine westfälische Sprachfärbung ist insbesondere bei jüngeren Sprechern aber nur noch schwach ausgeprägt.
Spätestens seit der Mitte des 20. Jhs. sind die westfälischen Dialekte vom Aussterben bedroht, allgemeine Umgangssprache ist heute ein hochdeutscher Regiolekt mit westfälischem Substrat. Dabei ist das Substrat im Ruhrgebiet am stärksten, der hiesige Regiolekt hat als Ruhrdeutsch Berühmtheit erlangt, im übrigen Westfalen(-Lippe) ist das Substrat schwächer; andererseits ist im Ruhrgebiet die Erinnerung an die einstigen Dialekte oft schon verschwunden, im übrigen Westfalen (außer vielleicht Bielefeld) aber noch präsent.

### Entwicklung im Rheinland
Im Rheinland werden Dialekte gesprochen, die fälschlich als „Rheinisch“ zusammengefasst werden. Von Süden nach Norden werden sie im abnehmenden Maße von der zweiten Lautverschiebung geprägt. Die mitteldeutschen Dialekte dieser Regionen konnten sich über lange Zeiträume bis in die heutige Zeit kontinuierlich entwickeln, ohne durch einschneidende Umbrüche in Grammatik und Vokabular wie im niederdeutschen Sprachraum beeinträchtigt zu werden. Dies ist einer der Gründe dafür, dass im Rheinland bis heute viele dieser tief verwurzelten Dialekte erhalten blieben. Typisch in einigen Regionen des Rheinlandes ist der rheinische „Singsang“. Allerdings ist auch im Rheinland zu beobachten, dass unter dem Einfluss von Faktoren wie Massenmedien und Migration der Dialekt vor allem in der jüngeren Bevölkerung an Verbreitung verliert, so dass man in der Umgangssprache meist nur noch rheinische Regiolekte findet, die die ursprünglichen Dialekte im Alltag abgelöst haben.

#### Niederfränkisch
Die Niederfränkischen Dialekte sind Teil des nach Belgien und in die Niederlande reichenden Dialektkontinuums des Rhein-Maasländischen.

##### Nordniederfränkisch
Am Niederrhein hatte die zweite Lautverschiebung überhaupt keine Auswirkung. Das gilt für das am Niederrhein gesprochene Nordniederfränkische (Kleverländisch).

##### Südniederfränkisch
Ein Übergangsgebiet zwischen den nordniederfränkischen Dialekten und den ripuarischen Dialekten stellt Südniederfränkisch dar. Dieses Übergangsgebiet liegt zwischen der Benrather Linie und der Uerdinger Linie. Zu diesen Mundarten gehört z. B. das das Gladbacher Platt in Mönchengladbach, das Viersener Platt oder Krieewelsch in Krefeld.

#### Westmitteldeutsch

##### Ripuarisch
Die im Süden von NRW bis zu Höhe Düsseldorf-Benraths (siehe Benrather Linie) vorherrschende Mundartgruppe sind die ripuarischen Dialekte, zu denen auch das Kölsch, das Bönnsch und das Öcher Platt gehören. Die ripuarischen Dialekte weisen einen noch starken Platt-Charakter auf, werden aber bereits dem Mitteldeutschen zugerechnet. Von der ersten Phase der zweiten Lautverschiebungen, d. h. der zwischenvokalische oder im Auslaut stattfinden Verschiebung stimmloser Verschlusslaute (Plosive) zu Frikativen zu wurden die Verschlusslaute /k/ → [x:], [x] , /t/ → [s] bzw. [ts] und /p/ → [f] verschoben. Ausnahmen, in denen die Lautung erhalten blieb, sind z. B. „op“ (Bad Hönninger Linie) und „dat, wat“ (Hunsrückschranke) Die zweite Phase der Lautverschiebung, d. h. die Verschiebung der stimmlosen Verschlusslaute im Anlaut, nach einer Verdoppelung oder nach einem Liquid (/l/ oder /r/) oder einem Nasal (/m/ oder /n/) unterblieb vollständig bei /p/ und /k/, nur /t/ → [ts].

##### Moselfränkisch und Rheinfränkisch
Im äußersten Süden von NRW gibt es moselfränkische und rheinfränkische Dialekte, deren Gebiete sich weiter nach Rheinland-Pfalz und Hessen erstrecken. Beide Dialektgruppen gehören wie das Ripuarische zum Mitteldeutschen.
Die moselfränkischen Dialekte werden durch die Bad Honnefer Linie (auch Eifelschranke genannt) von den ripuarischen Dialekten abgeschieden. In den moselfränkischen Dialekten wurden neben der Verschiebung des stimmlosen Verschlusslautes /k/ im zwischenvokalischen Umfeld oder im Auslaut zu dem Frikativ [x:], [x], der schon im Ripuarischen und teilweise im Ostlimburgischen vorzufinden ist, auch zum Teil der stimmlose Verschlusslaut /p/ im zwischenvokalischen Umfeld oder im Auslaut zum Frikativ /f/ verschoben (z. B. heißt es hier bereits Dorf und nicht wie im Ripuarischen Dorp).
Zu den moselfränkischen Dialekten in NRW zählt das Siegerländer Platt. Anders als im Rheinland ist hier die Mundartgrenze an der Benrather Linie zum niederdeutschen Westfälischen nicht fließend, sondern hart und ohne Übergangszone; sie ist fast identisch mit der Kreisgrenze von Siegen-Wittgenstein und Olpe (Kölsches Heck).
Das Wittgensteiner Platt ist bereits rheinfränkisch. Es wird in der Kleinregion Wittgenstein im Kreis Siegen-Wittgenstein im äußersten Süd-Osten von NRW gesprochen. Im Rheinfränkischen wurde schließlich auch noch der dritte stimmlose Verschlusslaut /t/ zwischenvokalisch und im Auslaut zu /s/ verschoben. Rheinfränkische Dialekte grenzen sich von den moselfränkischen Dialekten durch die Sankt Goarer Linie (auch „Hunsrück-Schranke“ oder „dat/das-Linie“ genannt) ab.
Der Kreis Siegen-Wittgenstein ist somit der einzige Landesteil Westfalens, in dem fast kein niederdeutscher Dialekt gesprochen wird. Die Mundart-Brücke zum Ripuarischen verläuft westlich durch das nördliche Rheinland-Pfalz.

### Das Verhältnis zwischen Westfalen und Rheinland
Nach der Landesgründung waren westfälische und rheinische Gebiete erstmals in einem Land vereint. Tendenziell sind Hochdeutsch sprechende Nordrhein-Westfalen aus dem (ehemals) niederdeutschen Sprachraum mit etwas Übung fähig, die Dialekte des Rheinländers zu verstehen, da es sich ja um Dialekte des Hochdeutschen handelt, deren Vokabular und Grammatik ganz überwiegend dem Hochdeutschen entspricht. Die Verständnis echter niederdeutsch-westfälischer Dialekte bereitet Rheinländern dagegen meist Probleme, denn nicht nur Laute, sondern auch Grammatik und Vokabular weisen deutliche Unterschiede zum Hochdeutschen auf. Ferner ist die Anzahl der Niederdeutschsprecher so klein, dass die meisten Rheinländer noch weniger als Westfalen den Umgang mit der niederdeutschen Sprache regelmäßig üben könnten. Der westfälische Regiolekt ist dagegen auch für Rheinländer mühelos verständlich. Dies führte dazu, dass Hochdeutsch in der überregionalen Kommunikation und in der Amtssprache nach 1945 weitere Verbreitung fand. Erschwerend kam hinzu, dass die bevölkerungsreichsten Gegenden Westfalens im Ruhrgebiet schon früh unter dem Einfluss von Migration und wirtschaftlicher Verflechtung mit dem Westen des Rheinisch-Westfälischen Steinkohlenreviers das ursprüngliche niederdeutsche Westfälisch zugunsten von Regiolekten wie dem Ruhrdeutsch ablegten. Der Westdeutsche Rundfunk trägt kaum zur Bewahrung der Sprachen und Dialekte bei: Um Westfalen, Lipper und Rheinländer gleichermaßen zu erreichen, bedient sich der Westdeutsche Rundfunks des Hochdeutschen in seiner Standardvarietät. Dies verstärkt den Trend, den hochdeutsch-überregionale Massenmedien ohnehin auf die Dialektvielfalt ausüben.

### Entwicklungen im Zuge von Migration
Größte Minderheitensprache ist vor allem das Türkische, das mit den türkischen Migranten ins Land kam. Durch den Zuzug von Spätaussiedlern sind viele Nordrhein-Westfalen auch russische Muttersprachler. Einige Einwanderer aus den ehemals sowjetischen Gebieten brachten auch Plautdietsch, eine niederdeutsche Variante, nach Nordrhein-Westfalen.
Niederländisch hat bis heute eine große Verbreitung im deutsch-niederländischen Grenzgebiet. Historisch waren mittelniederländische Dialekte am Niederrhein weit verbreitet, insbesondere vor dem preußischen Herrschaftsantritt im Rheinland. Vor der Eingliederung in die preußische Rheinprovinz war Niederländisch in grenznahen Orten vereinzelt auch Schul- und Predigtsprache.

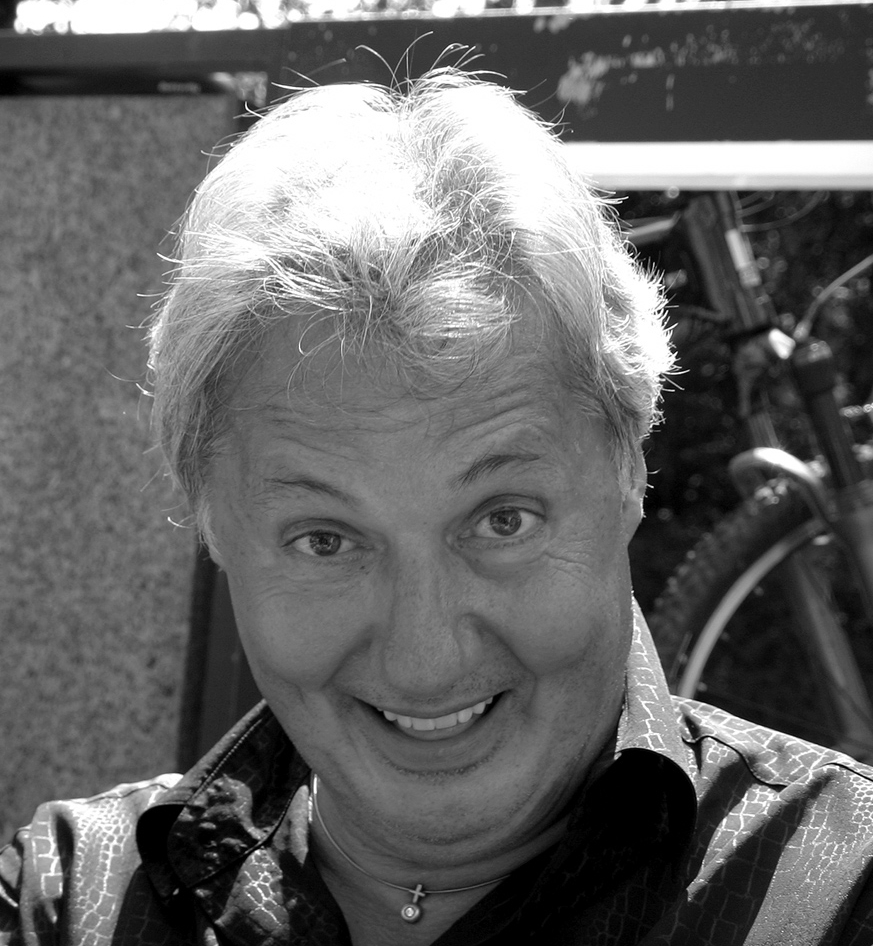
Das Kabarettprogramm des eigentlich aus Südtirol stammenden Konrad Beikircher hat vor allem das Wesen des Rheinländers und die rheinischen Regiolekte zum Thema
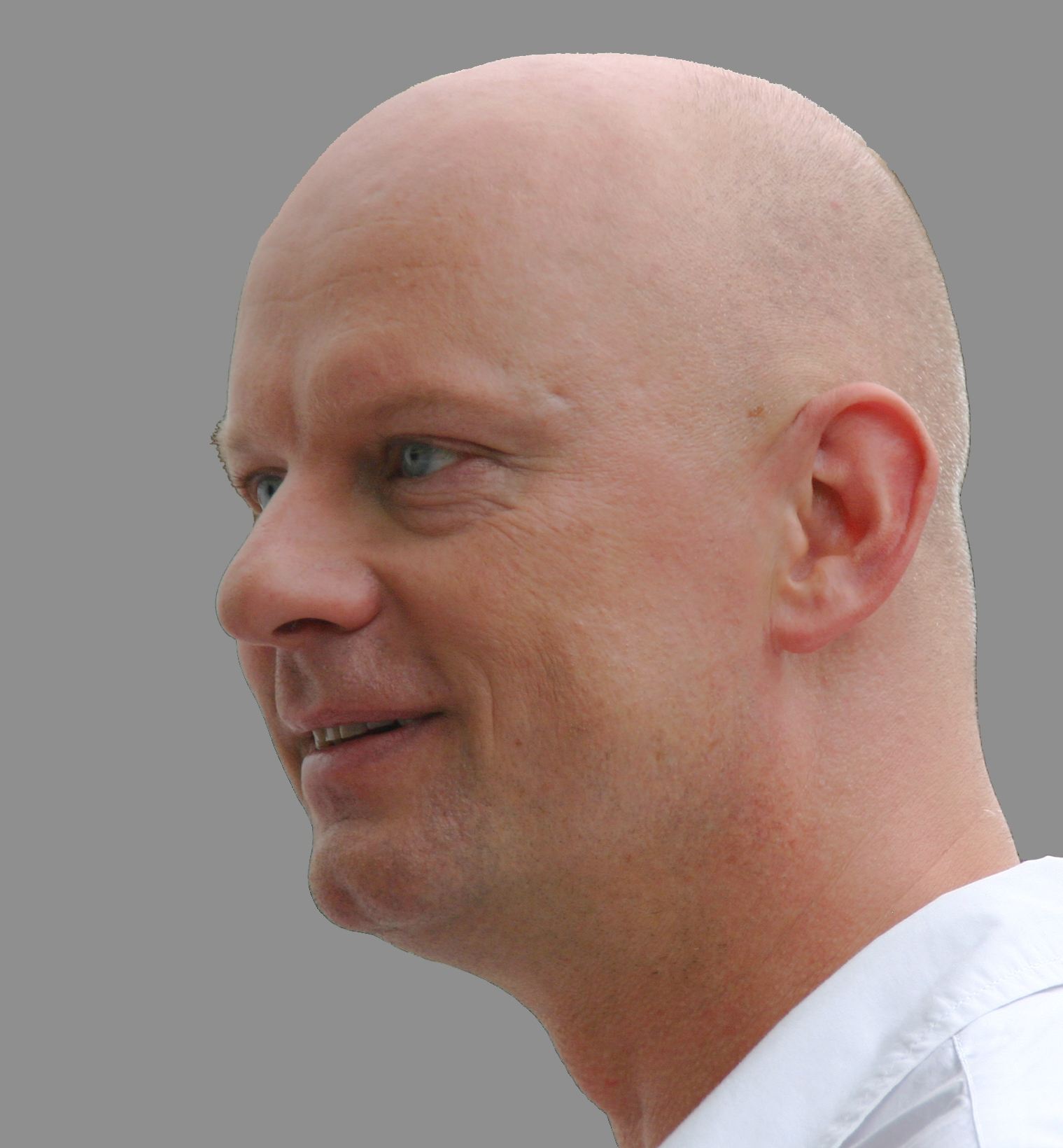
Der Kleinkünstler Rüdiger Hoffmann aus Paderborn hat seinen ostwestfälischen Akzent zu einem Charakteristikum seiner Vorträge entwickelt. Echtes niederdeutsches Platt spricht er jedoch – wie die meisten Westfalen – nicht.
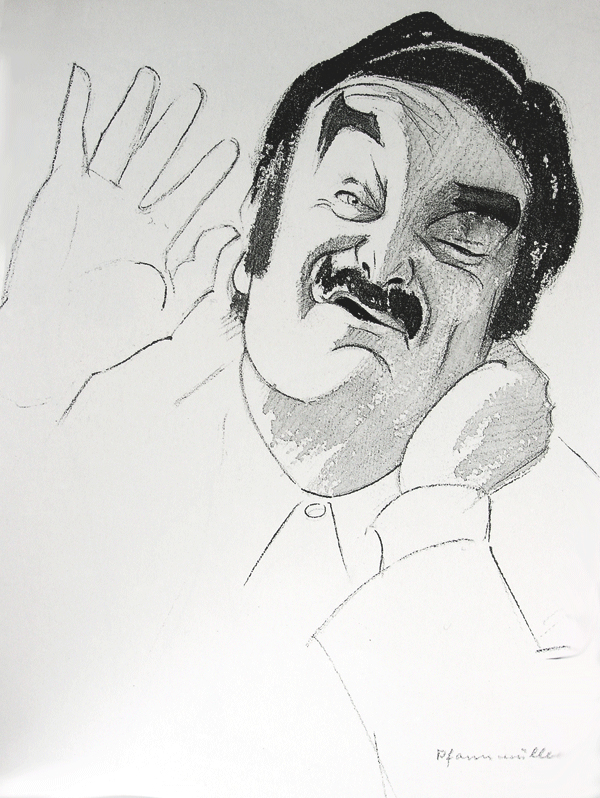
Der Komödiant Jürgen von Manger war einer der ersten, der das Ruhrdeutsch deutschlandweit bekannt machte.

## Gliederung und Verbreitung

### Sprachen
Die wichtigsten Sprachen im Land sind:
| Sprache         | Verbreitung |
| --------------- | --- |
| Standarddeutsch | Amts- und Umgangssprache. |
| Niederdeutsch   | Kaum noch Muttersprachler, darunter deutschstämmige Plautdietsch sprechende Migranten (u. a. Russlanddeutsche). Organisierte Sprachpflege meist auf volkstümliche Gruppen begrenzt, aber durch das Land geschützt. Einst weit verbreitet in Westfalen-Lippe (außer Wittgensteiner Land und Siegerland) und am Niederrhein. Durch Standarddeutsch weitgehend verdrängt. |
| Türkisch        | 540.000 türkische Staatsbürger stellen die größte Ausländergruppe in Nordrhein-Westfalen. Türkisch wird teils auch von den teils eingebürgerten Nachkommen der ersten Migrantengeneration als Muttersprache gesprochen. |
| Russisch        | Muttersprache vieler auch deutschstämmiger Migranten aus der ehemaligen UdSSR (u. a. Russlanddeutsche). |
| Niederländisch  | Mittelniederländisch auch am Niederrhein entstanden, Niederländisch später verbreitet durch niederländische Migranten gesprochen, in weiten Teilen des Niederrheins vertreten |
| Romani          | Muttersprache vieler Sinti und Roma, einer der größten ethnischen Minderheiten Nordrhein-Westfalens. |

### Deutsche Dialekte
In der Sprachwissenschaft werden zahlreiche „deutsche“ (bzw. kontinentalwestgermanische) Dialekte im Bereich Nordrhein-Westfalens unterschieden. Teils werden je nach verwendeten Konzepten zur Bestimmung der Dialektgrenzen unterschiedliche Kriterien herangezogen. Unterschiedliche Modelle nennen daher unterschiedliche Dialekte (oder alternative Bezeichnungen), grenzen die Dialekte deutlich anders ab oder differenzieren zwischen Sprache, Dialekt, Mundart und Regiolekt nicht in gleicher Weise. Besonders die Zuordnung der niederfränkischen, teils auch der mittelfränkischen Dialekte im rheinischen Fächer zum niederländischen, hochdeutschen oder niederdeutschen Dialektraum ist uneinheitlich. Ein allgemein gültiges Konzept ist für die Abgrenzung der Dialekte naturgemäß nicht vorhanden und unterliegt wie oben gezeigt einer natürlichen Veränderung durch den sich wandelnden tatsächlichen Gebrauch der Dialekte. Fast jeder identifizierte Dialektraum ist daher als Kontinuum zu verstehen und weist meist keine trennscharfen Grenzen auf.

#### Unterteilung

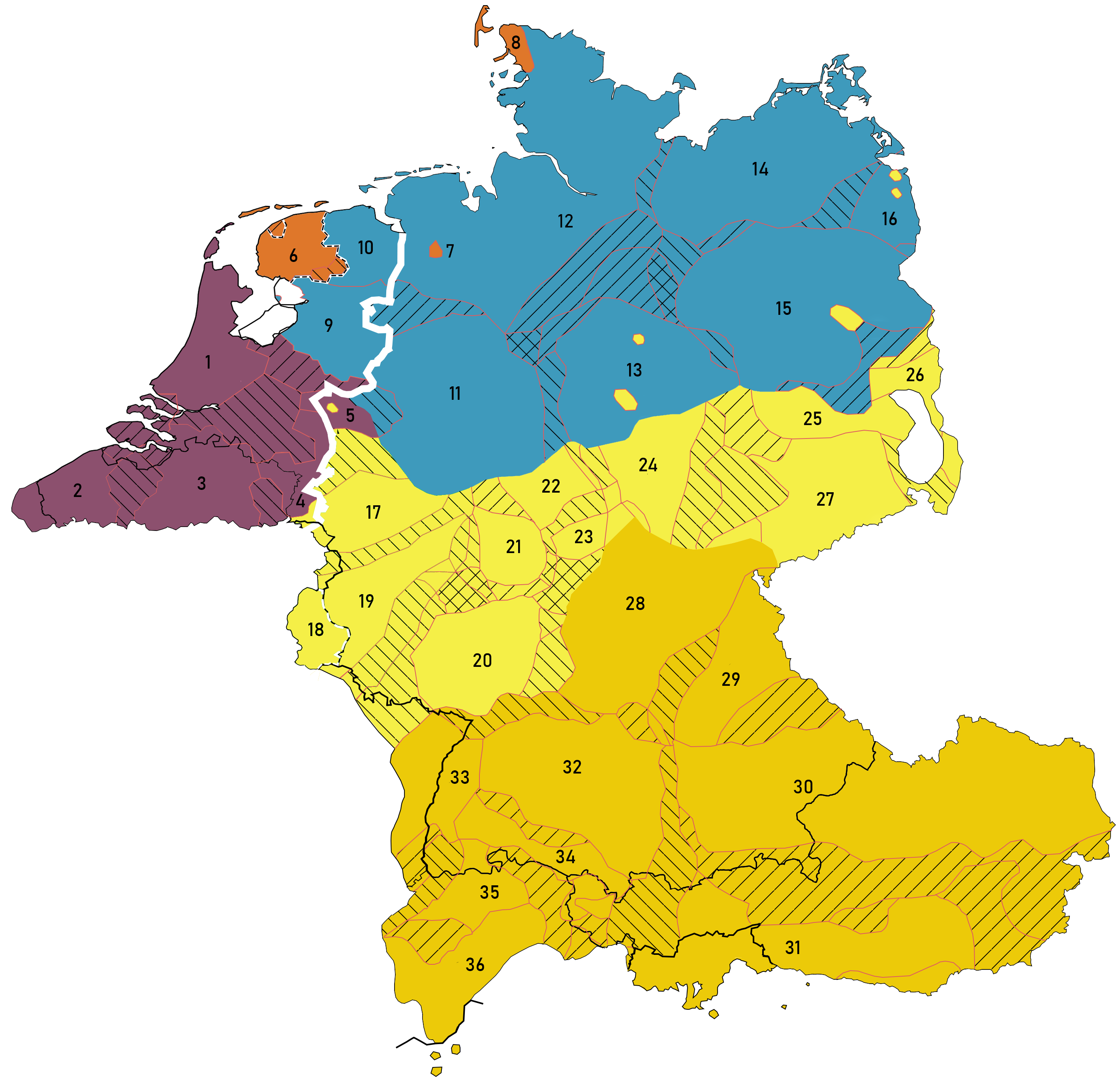
Kontinentalwestgermanische Dialekte: kleverländisch mit 5, westfälisch mit 11 nordniedersächsisch mit 12 und ripuarisch mit 17

Ein größerer Teil der auf nebenstehender Karte als westfälisch deklarierten Fläche wird auch mit einem Teil des dort nordniedersächsischen Gebiets als westniederdeutsch definiert. 

#### Unterteilung aus dem 20. Jahrhundert

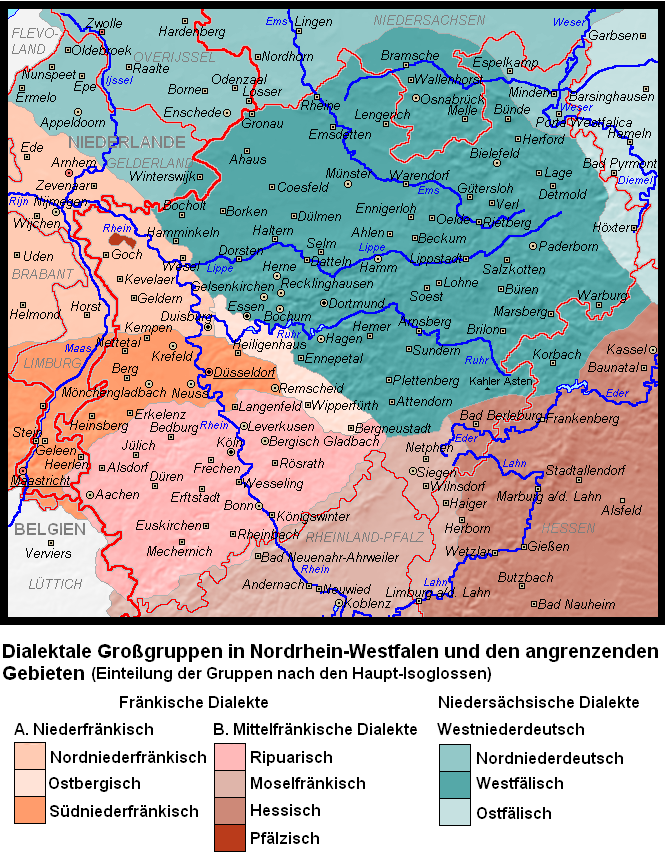
Die Dialektgruppen in Nordrhein-Westfalen, frei nach einer Einteilung des Landschaftsverbandes Rheinland und des Nationalatlasses Bundesrepublik Deutschland

In Nordrhein-Westfalen finden sich anhand einer Einteilung nach Isoglossen folgende Dialektgruppen:
- Westniederdeutsch
  - Westfälisch (verbreitet im überwiegenden Teil Westfalen-Lippes und im Osnabrücker Land)
  - Ostfälisch (östliche Teile der Kreise Höxter und Lippe; überwiegend aber östlich davon)
  - Nordniederdeutsch (im Mindener Land; überwiegend aber in Niedersachsen und Ost-Niederlande)
- Niederfränkisch
  - Nordniederfränkisch (am Niederrhein ab etwa Line Duisburg-Süd-Kempen und nördlicher; sonst überwiegend in den südlichen Niederlanden)
  - Ostbergisch (in Teilbereichen des Bergischen Landes und weiter nordwestlich bis etwa Linie Duisburg-Essen)
  - Südniederfränkisch (in Teilbereichen des Rheinlandes um Düsseldorf, Mönchengladbach und Heinsberg; auch in den südlichen Niederlanden und Ostbelgien verbreitet)
- Mittelfränkische Dialekte
  - Ripuarisch (kölnisches Rheinland, Region Aachen und ihr westliches Umland in Belgien und den Niederlanden, westliche Bereiche im Süden des Bergischen Landes und nördlicher Teil der nordrhein-westfälischen Eifel sowie um Ahrweiler)
  - Moselfränkisch (in Nordrhein-Westfalen schmaler Verbreitungsraum entlang der Grenze zu Rheinland-Pfalz sowie der überwiegende Teil des Siegerlandes; sonst überwiegend in Rheinland-Pfalz verbreitet)
  - Hessisch (südöstliches Sauerland um Bad Berleburg; sonst überwiegend in Hessen verbreitet)
  - Pfälzisch (in Nordrhein-Westfalen, kleine Sprachinsel bei Goch am Niederrhein; das Hauptverbreitungsgebiet befindet sich in der Pfalz in Rheinland-Pfalz)

### Regiolekte und Soziolekte
Daneben haben sich lokale oder mehrere Dialekträume umfassende Regiolekte und daneben auch Soziolekte gebildet. Beispiele sind:
- Ruhrdeutsch (Regiolekt des rheinisch-westfälischen Industriereviers mit slawischen, westfälischen und niederfränkischen Einflüssen)
- Rheinisch (in diesem Fall gemeint als bloßer Regiolekt (bzw. bloße Aussprache) des Rheinlandes – „Singsang“)
- Buttjersprache (in Minden an der Weser anzutreffender Soziolekt)